# Cangetta hartoghialis
Cangetta hartoghialis is een vlinder uit de familie van de grasmotten (Crambidae), uit de onderfamilie van de Spilomelinae. De wetenschappelijke naam van deze soort is voor het eerst voorgesteld als Paraponyx hartoghialis door Pieter Snellen in een publicatie uit 1872.
De soort komt voor in Congo-Kinshasa, Sri Lanka, Indochina, China (Hongkong), Taiwan, Japan en Australië (Queensland, Noordelijk Territorium).